# Аквавива (Рим)
Аквавива је насеље у Италији у округу Рим, региону Лацио.
Према процени из 2011. у насељу је живело 758 становника. Насеље се налази на надморској висини од 217 м.